# Acacia oviedoensis
Acacia oviedoensis é uma espécie de leguminosa do gênero Acacia, pertencente à família Fabaceae.